# Apnea del son
|  | Per a altres significats, vegeu «Apnea». |

L'apnea del son és un trastorn del son caracteritzat per la interrupció sobtada de la respiració quan s'està dormint. En aquest tipus d'apnea hi ha uns roncs forts perllongats de manera regular durant un temps, fins que són interromputs per un període de silenci de més de deu segons, amb tallada de la respiració. Si aquesta dura menys de deu segons, es considera una pausa respiratòria.
L'apnea del son afecta aproximadament un 4% de la població masculina i un 2% de la població femenina, i és més freqüent en adults grans, obesos i hipertensos.
El pacient amb apnea obstructiva pateix un risc més gran d'accidents degut a la seva son excessiva durant el dia, que fa que es pugui adormir en llocs no apropiats (feina, automòbil o altres accions de risc).
L'apnea del son es diagnostica amb una prova de son anomenada polisomnografia, o "estudi del son". Ajuden a la seva sospita una puntuació alta amb el qüestionari de somnolència d'Epworth i una classe II o IV de Mallampati.

## Tipus d'apnea del son
Existeixen, fonamentalment, tres tipus d'apnea: 
- Obstructiva: denominada síndrome de l'apnea obstructiva del son (SAOS): absència del senyal respiratori en presència d'esforç respiratori (moviments toracoabdominals).
- Central: absència de senyal respiratòria i absència d'esforç respiratori (no es detecten moviments toracoabdominales).
- Mixta: apnea que habitualment comença com central i acaba amb un component obstructiu.